# Muziekkoepel

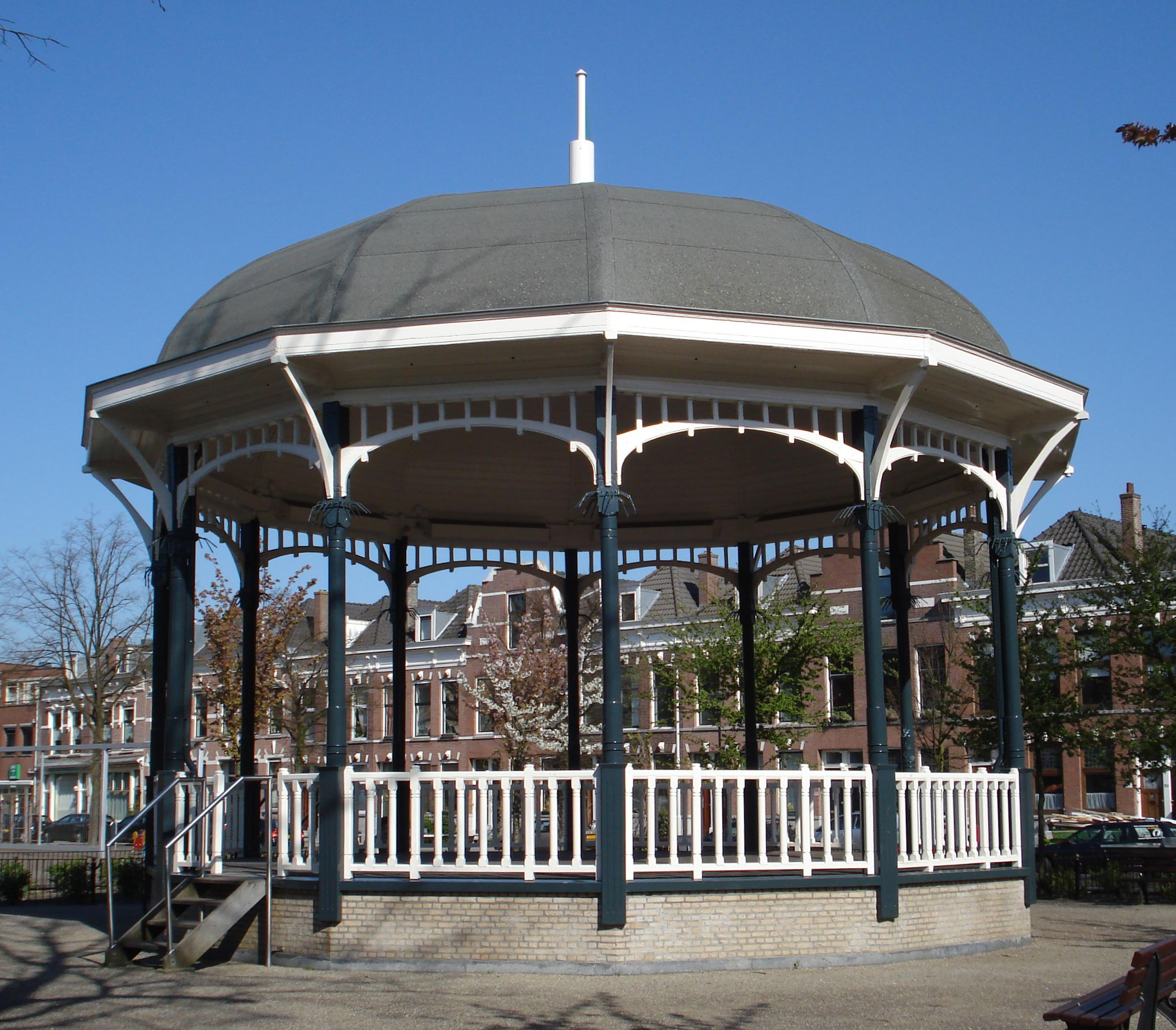
Muziekpaviljoen Rotterdam, Pijnackerplein (gemeentemonument).

Een muziekkoepel, muziekkiosk, muziektent, muziekpaviljoen of soms muziekkapel is een klein bouwwerk voor muziekensembles, om buiten overdekt te kunnen musiceren, meestal geplaatst op een plein, in een park, in een tuin of op een pier. Muziekkoepels zijn feitelijk een specifiek type kiosk: een klein vrijstaand gebouwtje of paviljoentje. Deze hebben meestal een ruwweg rond grondplan, met een constructie op basis van een regelmatige veelhoek — meestal met een eenvoudige maar mooi afgewerkte bouw. Een muziekkoepel zorgt niet alleen voor een aandachtspunt in het landschap, maar komt tevens de akoestiek van de muziek ten goede en geeft de mogelijkheid te schuilen bij slecht weer.
Kleinere muziekkoepels kunnen op een prieel lijken. Ook bestaan er gebouwen die veel groter zijn dan gebruikelijk, zoals de Hollywood Bowl.

## Herkomst
De eerste Europese muziekkiosken ontstonden in de achttiende eeuw en volgden vermoedelijk het voorbeeld van Chinese en Osmaanse paviljoens. Ze waren opgetrokken uit hout. De negentiende eeuw was de bloeiperiode van de kiosken en deze liep door tot begin twintigste eeuw. Zowat alle steden en gemeenten hadden toen muziekkiosken, waarin vooral fanfares, harmonieën en brassbands speelden. In de jaren 1960 begon een sterke achteruitgang van de kiosken. Een aantal muziekkiosken werd wel beschermd als monument.

## Enkele muziektenten in Nederland
- Muziekkoepel Kampen
- Muziekkoepel Groessen
- Muziektent Beekbergen
- Muziektent Gouda
- Muziekkoepel Oosterpark